# Ashville (Alabama)
Pour les articles homonymes, voir Ashville.
La ville d'Ashville  est un des chefs-lieux (sièges) du comté de Saint Clair, avec la ville de Pell City, dans l'État  de l'Alabama, aux États-Unis.

## Démographie
| 1860 | 1900 | 1910 | 1920 | 1930 | 1940 | 1950 | 1960 |
| ---- | ---- | ---- | ---- | ---- | ---- | ---- | ---- |
| 117  | 362  | 278  | 349  | 369  | 385  | 494  | 973  |

| 1970 | 1980  | 1990  | 2000  | 2010  | - | - | - |
| ---- | ----- | ----- | ----- | ----- | - | - | - |
| 986  | 1 489 | 1 494 | 2 260 | 2 212 | - | - | - |